# 施薬院全宗
施薬院 全宗（やくいん ぜんそう）は、戦国時代から安土桃山時代にかけての医者。豊臣秀吉の側近。渡来系で多くの医者を輩出した丹波氏の出身。施薬院は古文書には薬院とも書いてある。号は徳運軒で、徳運軒 全宗（とくうんけん ぜんそう）とも名乗った。
妻の永原実賢の娘との間に一男（施薬院秀隆）一女がいた。

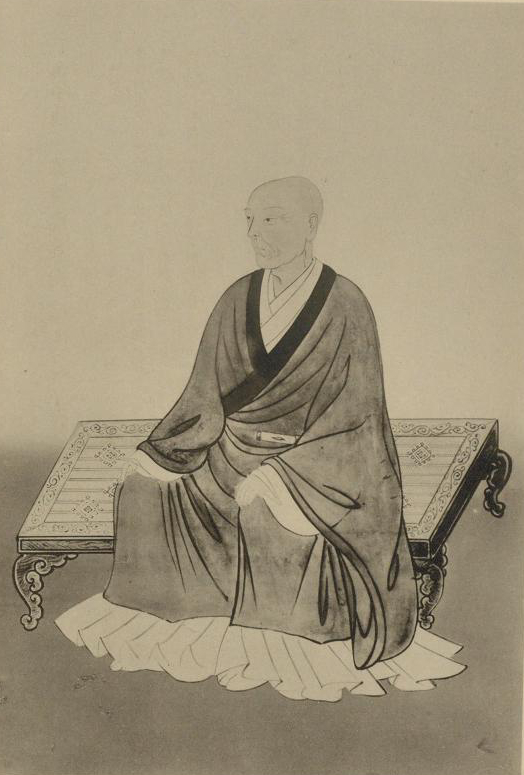
施薬院全宗像
藤浪剛一『医家先哲肖像集』（1936年）より

## 生涯
大永6年（1526年）、平安時代に医心方を著した名医・丹波康頼の二十世の末裔として生まれる。祖父・宗清、父・宗忠ともに権大僧都法印となっている。
幼少時に父を失って僧籍に入り、比叡山薬樹院の住持であったが、元亀2年（1571年）に織田信長が行わせた比叡山焼き討ちに遭い、還俗して医師を目指し、曲直瀬道三に入門して漢方医学を極めた。その後、羽柴秀吉の知遇を得て、侍医となりながら叡山の弁護にあたった。
天正10年（1582年）、信長が本能寺の変で斃れると、秀吉の許可を得て荒廃した比叡山の再興に尽力した。この頃、徳運軒全宗を名乗る。
秀吉が天下人になった後の天正13年（1585年）に大飢饉と疫病の流行にみまわれると、廃絶していた祖先よりの「施薬院」の復興を願い出た。天正年間に勅命を受けて施薬院使に任命されて、従五位下に叙され昇殿を許される。7月下旬から9月までの間に号を「施薬院」とした。この施薬院は奈良時代・光明皇后による創建以来、800年の時を経て完全に形骸化していたが、全宗はこれを復興して、身分の上下を問わない施療を再開した。
天正13年（1585年）10月6日、秀吉より山城御室戸・大鳳寺・上条等で200石を与えられる。さらに同年11月27日には山城・丹波内で450石を加増。
「（全宗の）言ふところ必ず聞かれ、望むところ必ず達す」（『寛政重修諸家譜』）というほど秀吉の信頼は厚く、秀吉から偏諱を与えられた息子の秀隆とともに秀吉側近としても活躍。
天正15年（1587年）発布の定・バテレン追放令は全宗の筆によるもので、切支丹追放にも活躍。豊臣氏番医の筆頭として、番医制の運営につとめる。同年10月2日、丹波桑田郡内で305石を加増。
天正18年（1590年）、小田原の役の際に伊達政宗に上京を促す勧告使、佐竹義重との交渉役を務めている。また、同年に嫡男の秀隆が病没（外来の伝染病という）したため、近江の三雲資隆の子を養子とし、宗伯として継がせ、曲直瀬氏嫡流を守り道三流医術の衰退を防止した。この子孫は代々施薬院使を務めることになった。
天正19年（1591年）9月18日、加増を含めて1,265石の知行。
文禄年間、豊臣秀次の失脚事件で（道三養子の）曲直瀬玄朔が流罪となったのを契機に、曲直瀬一門の結束が全宗を頂点に強化されたことが知られる。後に正四位に陞叙。
慶長元年12月10日（1597年1月27日）に没したとされてきたが、宮本義己により慶長4年12月10日（1600年1月25日）没であることが判明した。享年74（一説に69ともいう）。京都十念寺に葬られる。

## 施薬院の読み方
全宗に関する研究が不充分だったため、ヤクインと読むべきところ、セヤクインと誤って読んでいるのが実態であるが、古来、正式の読み方が存在していた。
故実に通じた中御門宣胤の日記『宣胤卿記』によると、施薬院使の任命に際し宣旨案の様式と読み方について語った永正2年（1506年）12月24日条に、
```
頼量期臣、申施薬院使事。可任申文案、宣下案令見之。
宣下ト書之。宣為分改了。施字如何、可読云々。
不読也。百官中、不読字多。内蔵・内匠・造酒等類也。
```

とある。
つまり、内蔵と書いてクラ、内匠と書いてタクミ、造酒と書いてサケと読む場合と同様、施薬院と書いて施の字を読まず、ヤクインと読むのが正しいのである。
江戸時代後期に刊行された谷川士清の『和訓栞』にこの読みが明記され､『古事類苑』などの典拠となっており、上記の史料はその謂れを詳らかにするとともに、当代（戦国期）の正当な読み方であったことが確証付けられる。

## 登場作品
- 火坂雅志『全宗』小学館、1999年3月。ISBN 4093791619。
  - 火坂雅志『全宗』小学館〈小学館文庫〉、2002年6月。ISBN 4094080112。